# Hippodamia arctica
Hippodamia arctica is een keversoort uit de familie lieveheersbeestjes (Coccinellidae). De wetenschappelijke naam van de soort is voor het eerst geldig gepubliceerd in 1792 door Scheider. De kever komt voor in noordelijk gelegen gebieden en is 3-3,8 mm groot.